# Downcast Lies Break Our Last Lifeshell
Downcast Lies Break Our Last Lifeshell è l'album studio di debutto dei Sundae Milk.

Il disco contiene 14 tracce (13 dichiarate e 1 nascosta) ed è stato co-prodotto da quattro etichette nel 2004: Le italiane HEP records, Chumsley Records, Hot Movie Records e la tedesca Strictly-Commercial records.

## Tracce
1. Intra-Uterine Device
2. Innocent Victim Of Oppression
3. Before The Afterglow When Some Lights Shine In My Mirror
4. 80.000.000 Miles Far From The Stars
5. A Cold Empty Summer
6. Underexposure By The Overseas Deprexia
7. Izola
8. The Silky Season Of A Selfish Sunburst
9. High Voltage Lattices
10. Corrosion Cracking In A Power Plant
11. Living Your Last Time
12. I Don't Know What Came Over Me
13. Expecting A Kiss From The Most Shining Sunbeam
14. The Day After... (traccia fantasma)

## Formazione
- Andre/Áleksz - voce, chitarra
- Matth - batteria
- Paul "Flame" - basso